# Тарілчастий клапан

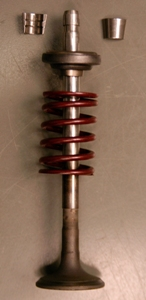
Тарілчастий клапан з основними деталями його монтажу: тарілкою пружини, клапанною пружиною та сухариками

Тарі́лчастий кла́пан (англ. poppet valve або англ. mushroom valve) — клапан, деталь більшості поршневих двигунів внутрішнього згоряння, є частиною газорозподільного механізму, що безпосередньо управляє потоками робочого тіла, що надходить і виходить з циліндра. Використовуються у великих компресорах, парових машинах.

## Використання у двигунах внутрішнього згоряння

### Функції
Такого типу клапани безпосередньо керують подаванням в циліндри повітря (паливо-повітряної суміші) та випуском відпрацьованих газів. Вони відкривають і закривають впускні й випускні канали, що сполучають циліндри з газопроводами впускної системи та випускної системи.

### Конструктивні особливості
Тарілчастий клапан складається з плоскої головки і стрижня, з'єднаних між собою плавним переходом. Для кращого наповнення циліндрів паливо-повітряною сумішшю діаметр головки впускного клапана роблять значно більшим, ніж діаметр випускного. Стрижень впускного клапана, зазвичай є суцільним, а випускного — порожнистим, з натрієвим наповнювачем для кращого тепловідведення.

Тарілчасті клапани у роботі (верхня частина рисунка)

Оскільки клапани працюють в умовах високих температур, їх виготовляють із високоякісних сталей (впускні — з хромистої, випускні, які контактують з гарячими відпрацьованими газами й нагріваються до температури 600…800 °С, — із жаротривкої) і в головку блока циліндрів запресовують спеціальні вставки (сідла) із жароміцного чавуну. Застосування вставних сідел підвищує термін служби головки блока циліндрів і клапанів. Робоча поверхня головки клапана (фаска) має кут 45 або 30°. Фаску головки клапана ретельно обробляють і притирають до сідла.
На сучасних двигунах клапани розташовуються у головці блока циліндрів. Стрижні клапанів мають циліндричну форму. Вони переміщуються у втулках, виготовлених із чавуну або спечених матеріалів і запресованих у головку блока. На кінці стрижня проточені циліндричні рівці під виступи конічних сухариків, які притискаються до конічної поверхні тарілки клапанної пружини під дією стиснутої пружини. Клапан клапанною пружиною утримується у закритому стані, а відкривається при натисканні на стрижень. Клапанні пружини мають певну механічну жорсткість, що забезпечує закриття клапана в реальних умовах роботи. Для попередження появи резонансних коливань на клапанах можуть встановлюватись дві пружини меншої жорсткості, що мають протилежне навивання.

### Компонувальні вирішення за кількістю клапанів на циліндр
Більшість сучасних двигунів внутрішнього згоряння мають по два впускних і два випускних клапана на кожен циліндр. Крім даної схеми газорозподільні механізми можуть виконуватись за: двоклапанною схемою (один впускний, один випускний), триклапанною схемою (два впускних, один випускний), п'ятиклапанною схемою (три впускних, два випускних). Використання більшої кількості клапанів обмежується розміром камери згоряння і складністю забезпечення їх урухомлення.
Відкриття клапана здійснюється за допомогою привода, що забезпечує передачу зусилля від розподільного вала на клапан. У двигунах сучасних конструкцій застосовуються дві основні схеми приводу клапанів: гідравлічні штовхачі та роликові важелі.

## Несправності клапанів
Основними несправностями тарілчастих клапанів є:
- нещільність;
- прогоряння тарілки;
- знос стрижня, зазор по напрямній клапана;
- вигин клапанів після зіткнення з поршнем.

Нещільність клапанів може бути з моменту виготовлення, розвинутися протягом роботи, або бути наслідком неякісного ремонту або неправильного регулювання клапанів. Впускний клапан може тривалий час пропускати газ без прогоряння, але іскровий двигун при цьому зазвичай трусить: у впускний тракт закидає відпрацьовані гази, і запалення такої розбавленої суміші стає ненадійним. Дизель відповідно димить. Ще однією причиною може бути загинання клапанів, двигун при цьому трясеться дуже сильно, або взагалі не заводиться.
У разі помірної нещільності клапанів вони ще можуть бути притерті, але найчастіше їх змінюють комплектом. Причина в тому, що до цього часу зазвичай відбувається зношування стрижня клапана зі збільшенням витрати масла, а при довгому притиранні старого клапана виступання його торця над площиною головки збільшується — гідрокомпенсатор може вийти з робочої зони. Якщо виступ перевищує допустиме вже з новим клапаном, то за інструкцією потрібно міняти головку блоку, на практиці торець клапана шліфують для зменшення висоти.
Прогоряння тарілки випускного клапана завжди є наслідком сильного перегріву за відсутності клапанного зазору та великого прориву газів. Тарілка впускного клапана прогоріти не може, оскільки задовго до цього при прорив газів на впуск циліндр працювати перестане, і температура газів знизиться. Однак у дизелів можуть виникати інші проблеми.
Зношування стрижня та/або втулки клапана призводить до порушення роботи сальників клапанів, а значить — високої витрати масла. Тому при ремонті головки блоку циліндрів може виникати потреба у заміні клапанів та/або напрямних. Після зміни напрямних потрібно зазвичай обробити сідло шарошками на оправці, що базується на новій напрямній, після чого притерти клапан. Зазвичай разом змінюють усі напрямні, або тільки впускні (зазор у втулках впускних клапанів вирішальний для витрати олії, зважаючи на менший тиск у впускній трубі).